# Rustenburgit
Rustenburgit ist ein sehr selten vorkommendes Mineral aus der Mineralklasse der „Elemente“ mit der idealisierten chemischen Zusammensetzung Pt3Sn und damit chemisch gesehen eine Intermetallische Verbindung aus Platin und Zinn.
Rustenburgit kristallisiert im kubischen Kristallsystem und entwickelt bis zu 100 μm große Körner oder tropfenartige Einschlüsse von zinnweißer Farbe. Das Mineral ist in jeder Form undurchsichtig (opak) und zeigt auf den Kornoberflächen einen metallischen Glanz.

## Etymologie und Geschichte
Das Mineral wurde erstmals in der Rustenburg Town & Townlands Mine bei Rustenburg in der Provinz Nordwest in Südafrika entdeckt. Die Analyse und Erstbeschreibung erfolgte durch P. Mihálik, S. A. Hiemstra und Johan P. R. De Villiers, die das Mineral nach dessen Typlokalität (Erstfundort) benannten.
Das Mineralogenteam sandte seine Untersuchungsergebnisse und den gewählten Namen 1974 zur Prüfung an die International Mineralogical Association (interne Eingangsnummer der IMA: 1974-040), die den Rustenburgit als eigenständige Mineralart anerkannte. Die Erstbeschreibung wurde im Folgejahr im Fachmagazin The Canadian Journal of Mineralogy and Petrology (ehemals The Canadian Mineralogist) veröffentlicht.
Ein Aufbewahrungsort für das Typmaterial des Minerals ist nicht dokumentiert.

## Klassifikation
Die strukturelle Klassifikation der IMA zählt den Rustenburgit zur Gruppe der nicht stöchiometrischen Einfachperowskite mit unbesetzter B-Position in der Perowskit-Supergruppe. Hier bildet er zusammen mit Atokit, Auricuprid, Awaruit, Chengdeit, Isoferroplatin, Olgafrankit, Sidorovit, Tomamaeit, Yixunit und Zvyagintsevit die Auricuprid-Untergruppe.
In der veralteten 8. Auflage der Mineralsystematik nach Strunz war der Rustenburgit noch nicht aufgeführt.
In der zuletzt 2018 überarbeiteten Lapis-Systematik nach Stefan Weiß, die formal auf der alten Systematik von Karl Hugo Strunz in der 8. Auflage basiert, erhielt das Mineral die System- und Mineralnummer I/A.16-030. Dies entspricht der Klasse der „Elemente“ und dort der Abteilung „Metalle und intermetallische Verbindungen“, wo Rustenburgit zusammen mit Atokit, Niggliit, Norilskit, Palarstanid, Plumbopalladinit, Stannopalladinit und Zvyagintsevit eine unbenannte Gruppe mit der Systemnummer I/A.16 bildet.
Die von der IMA zuletzt 2009 aktualisierte 9. Auflage der Strunz’schen Mineralsystematik ordnet den Rustenburgit ebenfalls in die Abteilung „Metalle und intermetallische Verbindungen“ ein. Diese ist allerdings weiter unterteilt nach den in der Verbindung vorherrschenden Metallen, die entsprechend ihrer verwandten Eigenschaften in Metallfamilien eingeteilt wurden. Hier ist das Mineral entsprechend seiner Zusammensetzung in der Unterabteilung „PGE-Metall-Legierungen“ zu finden, wo es zusammen mit Atokit und Zvyagintsevit die „Zvyagintsevit-Gruppe“ mit der Systemnummer 1.AG.10 bildet.
In der vorwiegend im englischen Sprachraum gebräuchlichen Systematik der Minerale nach Dana hat Rustenburgit die System- und Mineralnummer 01.02.05.02. Auch dies entspricht der Klasse und gleichnamigen Abteilung „Elemente“. Hier findet er sich innerhalb der Unterabteilung „Elemente: Platingruppenmetalle und -legierungen“ in der „Isoferroplatingruppe (Raumgruppe Pm3m)“, in der auch Atokit, Chengdeit, Isoferroplatin, Yixunit und Zvyagintsevit eingeordnet sind.

## Chemismus
Rustenburgit ist eine intermetallische Verbindung mit der Endgliedzusammensetzung [12]Sn[6]☐Pt3.
Rustenburgit bildet eine lückenlose Mischkristallreihe mit Atokit (Pd3Sn). Die Mikrosondenanalyse am Typmaterial aus dem Merensky Reef ergab eine durchschnittliche Zusammensetzung von 53,44 % Platin (Pt), 28,28 % Palladium und 17,70 % Zinn (Sn). Aus den Daten wurde die empirische Zusammensetzung Pt0,398Pd0,386Sn0,217 abgeleitet und zu (Pt,Pd)3Sn vereinfacht.

## Kristallstruktur
Rustenburgit kristallisiert mit kubischer Symmetrie der Raumgruppe Fm3m (Raumgruppen-Nr. 225) und dem Gitterparameter a = 3,991 Å sowie vier Formeleinheiten pro Elementarzelle in der Struktur von Perowskit. Zinn (Sn) besetzt die A-Position, wo es von 12 Platin-Atomen (Pt) auf der Anionenposition (X) umgeben ist. Die oktaedrisch koordinierte B-Position ist unbesetzt.

## Bildung und Fundorte
Rustenburg bildet sich in Platinmetall-Konzentraten. Es ist je nach Fundort vergesellschaftet mit Atokit und Platintelluriden oder Moncheit, Pyrrhotin und Pentlandit.
Von dem selten vorkommenden Mineral sind derzeit (Stand Juli 2010) 17 Fundorte bekannt. Neben seiner Typlokalität und weiteren Funden im Bushveld-Komplex Südafrikas zählen hierzu Curionópolis in Brasilien, Midu in China, der Lemmenjoki in Finnland, Norilsk und weitere Fundorte in Russland sowie der Stillwater-Komplex im US-Bundesstaat Montana.